# 제이 윤
제이 윤(J.Yoon, 본명: 윤재웅, 1982년 9월 27일 ~ 2021년 5월 13일)은 가수이자 엠씨 더 맥스의 멤버였다. 

## 생애
어린 시절 미국으로 이민을 갔으며, ‘미국을 이끌어 갈 차세대 음악 영재 100인’에 선정되기도 했다. 한국으로 귀국한 후 홍익대학교 영문학을 전공했다. 2000년 문차일드로 데뷔하였으며, 문차일드에서 허정민이 연기 활동으로 인해 탈퇴한 후 이수, 전민혁과 함께 엠씨 더 맥스를 결성하였다.
2008년 2월에 음악가 빈크와 함께 어쿠스틱과 일렉트로니카 장르를 결합한 어쿠스토니카 프로젝트 그룹인 모노토닉(Monotonik)을 결성, 활동하기도 했으며, 2008년 4월에 나온 엠씨 더 맥스의 보컬 이수의 1집 앨범, 자두의 5집 앨범에도 참여했다.
그러던중 2008년 6월, 서울 어린이대공원에서 있었던 엠씨 더 맥스의 콘서트 “Neo-Classic” 공연 중 무대에서 추락하여 부상당하기도 했다.
2009년 9월 17일에 논산훈련소에 입대, 공익근무요원으로 군복무하게 되었다. 미국 시민권을 포기하고 당초 군 입대를 지망하였으나 2008년 콘서트에서의 부상으로 현역복무가 불가하게 된 것이다.
활동 중이었던 그룹 엠씨더맥스의 타 멤버의 사회적 문제 이슈로 활동이 불가해지면서 외부 곡들의 작곡을 시작하였으며 점점 실력을 인정받아 "인피니트", "러블리즈", "골든차일드", "남우현 솔로앨범" 등의 곡들을 작사, 작곡하여 많은 명곡들을 남겼다.

## 사망
2021년 5월 13일, 소속사에서 연락이 닿지 않자 신변의 이상을 감지하여 경찰에 신고 하였고 신고 후 서울특별시 마포구 서교동에 있는 자택에서 사망한 채로 발견되었다. 극단적인 선택을 한 것으로 추정되나, 정확한 사인은 밝혀지지 않았다.

## 가수 외 활동
예능 프로그램
- 《스타 골든벨》(2007년, KBS2)
- 《김윤아의 뮤직웨이브》(2007년, SBS)
- 《도전 1000곡》(2008년, SBS)
- 《김정은의 초콜릿》(2008년, SBS)
- 《대결 노래가 좋다》(2009년, KBS2)
- 《유희열의 스케치북》(2009년, KBS2)
- 《스타 애정촌 시즌 4》(2013년, SBS)

시트콤
- 《달려라 울엄마》(2004년, KBS2)

영화
- 《바이크 원정대: 인 이탈리아》(2021년)